# Дебрене (област Благоевград)
 Тази статия е за селото в Пиринска Македония.  За селото в Добруджа вижте Дебрене (Област Добрич).  
Дебрѐне е село в Югозападна България. То се намира в община Сандански, област Благоевград.

## География
Селото е разположено на 2 km североизточно от град Сандански.

## История
Селото се споменава през 1365 година в инвентарен опис на манастира „Света Богородица Спилеотиса“ в Мелник, издаден от деспот Йоан Углеша, във връзка с наличието тук на поземлена манастирска собственост.
През XIX век Дебрене е чисто българско село, числящо се към Мелнишката каза на Османската империя. Църквата „Света Неделя“ е построена в 1844 година. В 1860 година в Дебрене е открито частно училище, като от Голешово е поканен свещеник, който да учи децата от по-заможните семейства по гръцките книги в църквата „Света Неделя“. Това училище оцелява две години, след което пет години селото е без училище. След това в селото преподават Ризо Панев и Тодор Божинов. През 1873 година възрожденецът Петър Сарафов открива новобългарско училище в селото. Тук той прилага някои педагогически новости и построява специално помещение за училище.
В „Етнография на вилаетите Адрианопол, Монастир и Салоника“, издадена в Константинопол в 1878 година и отразяваща статистиката на населението от 1873 година, Дебрен (Débren) е посочено като село със 102 домакинства с 340 жители българи.
В 1891 година Георги Стрезов пише за селото:
| „ | Дебрене, село на СЗ от Мелник, 3 часа разстояние. Път неравен. Сградено е при подножието на един клон на Бождовската планина от десния бряг на един приток от Бистрица. Полянка съвсем малка, до реката: нивята им се намират в Лешница и Поленица. Църква „Св. Неделя“, една от най-старите в околните села. В църквата се чете смесено. Сега няма училище; преди година имало българско училище, което отворил П. Тренов от Гайтаниново. 85 къщи, само българе. | “ |

Според известната статистика на Васил Кънчов („Македония. Етнография и статистика“) от 1900 година селото брои 560 жители, всички българи-християни.
Съгласно статистиката на секретаря на Българската екзархия Димитър Мишев („La Macédoine et sa Population Chrétienne“) в 1905 година християнското население на Дебрене (Debrené) се състои от 520 българи екзархисти. В селото има 1 начално българско училище с 1 учител и 36 ученици.
При избухването на Балканската война в 1912 година 12 души от Дебрене са доброволци в Македоно-одринското опълчение.

## Население

### Етнически състав
Преброяване на населението през 2011 г.
Численост и дял на етническите групи според преброяването на населението през 2011 г.:
|                     | Численост |
| Общо                | 52        |
| Българи             | 51        |
| Турци               | -         |
| Цигани              | -         |
| Други               | -         |
| Не се самоопределят | -         |
| Неотговорили        | 1         |

## Личности
Родени в Дебрене
- Георги Коцев (1886 – 1972), български революционер, деец на ВМОРО
- Коста Ризов (1919 – 1946), български общественик, деец на ВМРО, убит от комунистическата власт
- Ризо Панев (1851 – 1920), български просветен деец
- Тодор Божинов (1854 – 1944), български просветен деец